# Sufflamen verres
Espèce
Synonymes
- Balistes verres Gilbert & Starks 1904

Statut de conservation UICN

 LC  : Préoccupation mineure
Sufflamen verres est une espèce de poissons osseux de la famille des Balistidés.
Ils sont appelés cochinos en espagnol cubain, ce qui a donné son nom à la fameuse baie des Cochons (Bahía de Cochinos).